# Havana Times
O Havana Times é um jornal digital e revista online cubano fundado em 2008. A publicação online é editada na Nicarágua e a maioria dos seus colaboradores vive em Havana, Santiago de Cuba e Guantánamo. Há também colaboradores cubanos na Venezuela, República Dominicana, Canadá, Equador e México, além de tradutores voluntários na Holanda, Estados Unidos e Reino Unido.

## Visão geral
O projeto começou já em 2007, e a revista foi lançada em 2008 em Cuba, com Circles Robinson como editor. Robinson, natural dos EUA, mudou-se para Cuba em 2001. Trabalhou como tradutor para a ESTI, a agência oficial de tradução de Cuba, mas deixou Cuba depois que seu contrato de trabalho não foi renovado em 2009, fato que ele associa ao seu papel no Havana Times. Desde 2009, Robinson edita a revista Havana Times na Nicarágua e faz viagens ocasionais a Cuba para se encontrar com os colaboradores, que, segundo ele, sofreram assédio e ameaças por parte das autoridades cubanas em diversas ocasiões. O Havana Times é publicado online em espanhol e inglês, sem versão impressa. A revista se orgulha da sua “escrita de mente aberta sobre Cuba”.
O Weekly Worker descreveu o Havana Times como um "site de notícias e opiniões cubano que não consiste nem em apologéticas bajuladoras de Castro nem em sua imagem espelhada — o anticomunismo raivoso propagado por exilados cubanos baseados na Flórida".
O Havana Times coopera com o semanário nicaraguense Confidencial, do qual Circles Robinson é colunista.